# アナ・キャスカート
アナ・キャスカート（Anna Cathcart, 2003年6月16日 - ）は、カナダ出身の女優である。
'Odd Squad' (2016-2019)のエージェント･オリンピア役、ディズニーチャンネルの「ディセンダント」のディジー・トレメイン役および、「好きだった君へのラブレター」のキティー・カビー役やウェブドラマ'Zoe Valentine' のゾーイ・バレンタイン役で知られる。

## 来歴
5歳年上の姉と、中国系の母、アイルランド系の父を持つ。姉が女優だったことがきっかけで俳優業に目覚め、7歳の時にエージェントを得ていくつかのコマーシャルに出演したのが始まりだった。髪の毛が生まれつき赤茶色だったため、｢好きだった君へのラブレター｣出演の際に他のキャストにあわせて黒く染めるように言われたが、結局毛髪への悪影響を懸念して染めなかった。近視で、いつもメガネをかけている。
'Odd Squad 'やディズニー・チャンネルの人気テレビ映画「ディセンダント」に出演後、｢好きだった君へのラブレター｣のキティー･カビー役で　ラナ・コンドルやノア・センティネオと共演してブレーク。2019年のBrat tv のウェブドラマ'Zoe Valentine 'では、ディエゴ・ベラスケスと共に初めて主役を演じた。
2023年に公開された「好きだった君へ…」のスピンオフドラマ「愛をこめて キティーより」（'XO Kitty '）ではキティー・カビー役を再び演じた。